# Rhinopithecus bieti
O macaco-preto-de-nariz-arrebitado (Rhinopithecus bieti), também conhecido como macaco-de-nariz-arrebitado-de-yunnan é uma das 5 espécies de Rhinopithecus. É endémico da China (províncias de Yunnan e Tibet).

## Estado de conservação
Esta espécie foi listada como ameaçada, pois atualmente existe menos de 1.000 indivíduos maduros, tendo diminuído provavelmente cerca de 20% nos últimos 25 anos.